# Wilhelm Köster (Politiker)
Wilhelm Köster (* 6. Januar 1869 in Detmold; † 2. Februar 1941 ebenda) war ein deutscher Schneidermeister und für die Deutsche Volkspartei Mitglied des Landtags Lippe.

## Leben
Nach seinem Schulabschluss am Realgymnasium Detmold (Obersekundareife) ging Wilhelm Köster bei seinem gleichnamigen Vater in die Schneiderlehre und danach zur weiteren Ausbildung nach Berlin.
Wegen der schweren Erkrankung seines Vaters übernahm er 1888 die Schneiderei. 1900 wurde er Schriftführer der neugegründeten Schneiderzwangsinnung und 1906 deren Obermeister. Von 1915 gehörte er der Handwerkskammer an und war von 1922 an deren Vorsitzender.
Er engagierte sich politisch, wurde Mitglied der Deutschen Volkspartei und erhielt 1925 ein Mandat für den Lippischen Landtag. 1929 wurde er wiedergewählt.
Während der Parlamentssitzung am 9. November 1929 erlitt er einen Schlaganfall und zog sich als Folge aus dem öffentlichen Leben zurück.
Seinen Beruf übte er weiterhin aus und konnte 1938 das 75-jährige Firmenjubiläum feiern.